# جون هيوستن فينلي
جون هيوستن فينلي (بالإنجليزية: John Huston Finley)‏ هو محرر وصحفي أمريكي، ولد في 19 أكتوبر 1863 في غراند ريدج في الولايات المتحدة، وتوفي في 7 مارس 1940 في نيويورك في الولايات المتحدة.